# Мунду
Му́нду (фр. Moundou, араб. موندو‎) — второй по величине город в Чаде, административный центр региона Западный Логон. Население по данным на 2008 год составляет 142 462 человека.
Город расположен на берегу реки Логон, примерно в 480 км к югу от столицы Чада Нджамены, на высоте 413 м над уровнем моря. Основной город народности нгамбаи. Сегодня Мунду является промышленным центром, где развито пивоварение, хлопчатобумажная промышленность и нефтяная индустрия. Имеется аэропорт с асфальтированной взлётно-посадочной полосой (ИАТА: MQQ, ИКАО: FTTD).
Мунду расположен на одной из ключевых трасс южного Чада. Трасса идет из Лере на границе с Камеруном, через населенные пункты Пала, Кело, Мунду, Доба, Кумра и Сарх.
На юго-западной окраине города находится озеро Вей.

## Климат
| Показатель                    | Янв. | Фев. | Март | Апр. | Май  | Июнь  | Июль  | Авг.  | Сен.  | Окт. | Нояб. | Дек. | Год    |
| ----------------------------- | ---- | ---- | ---- | ---- | ---- | ----- | ----- | ----- | ----- | ---- | ----- | ---- | ------ |
| Средний суточный максимум, °C | 34,1 | 36,7 | 38,6 | 38,0 | 35,7 | 32,3  | 30,2  | 29,8  | 30,7  | 33,1 | 35,1  | 34,2 | 34,1   |
| Средняя температура, °C       | 24,6 | 27,5 | 30,5 | 31,1 | 29,6 | 27,2  | 25,7  | 25,4  | 25,8  | 27,0 | 26,3  | 24,4 | 27,1   |
| Средний суточный минимум, °C  | 15,1 | 18,3 | 22,5 | 24,2 | 23,5 | 22,1  | 21,2  | 21,0  | 20,8  | 21,0 | 17,4  | 14,6 | 20,1   |
| Норма осадков, мм             | 0,0  | 0,2  | 4,6  | 39,2 | 89,8 | 147,7 | 257,8 | 284,8 | 200,1 | 57,1 | 1,5   | 0,0  | 1082,8 |

## Города-побратимы
- Пуатье, Франция